# État de Bahawalpur

Drapeau de l'État de Bahawalpur.

Blason de Bahawalpur

L'État de Bahawalpur était un État princier indien de 1128 à 1948. Il était centré sur la ville de Bahawalpur.
Les souverains de l'État princier choisirent de rejoindre le Pakistan en 1947 et il y fut intégré en 1955 dans la province du Pendjab.

## Dirigeants: Emir (Nâwab Amirà partir 1739)
- 1701 - 1723 : Mubarak Khan I (de)
- 1723 - 1744 : Sadeq Muhammad Khan I (ur)
- 1744 - 1749 : Muhammad Bahawal Khan I (ur)
- 1749 - 1773 : Mubarak Khan II (ur)
- 1773 - 1809 : Muhammad Bahawal Khan II (ur) (1753-1809)
- 1809 - 1826 : Sadeq Muhammad Khan II (ur) (1781-1826)
- 1826 - 1852 : Muhammad Bahawal Khan III (ur) (+1852)
- 1852 - 1853 : Sadeq Muhammad Khan III (ur) (+1861), déposé
- 1853 - 1858 : Fateh Muhammad Khan (ur) (+1858)
- 1858 - 1866 : Muhammad Bahawal Khan IV (ur) (+1866)
- 1866 - 1899 : Sadeq Muhammad Khan IV (1862-1899)
- 1899 - 1907 : Muhammad Bahawal Khan V (en) (1888-1907)
- 1907 - 1955 : Sadeq Muhammad Khan V (en) (1904-1966)